# Гектор, Джеймс
Джеймс Ге́ктор (англ. James Hector; 1834—1907) — британский (шотландский) учёный, натуралист, медик, деятель университетского образования, первооткрыватель. Многолетний куратор Колониального музея в Веллингтоне, Новая Зеландия (который ныне известен под названием на языке маори — «Те Папа»). Сам изучил не один десяток видов живых существ и обследовал многие участки территории и акватории Новой Зеландии.
Член Королевского общества Эдинбурга (1860), Лондонского королевского общества (1866), Королевского географического общества (1860), Лондонского геологического общества (1860), Линнеевского общества (1866), Зоологического общества (1866).

## Дельфин Гектора
Наиболее известен учёный тем, что открыл новый вид дельфина — дельфин Гектора (позже у него был обнаружен и малочисленный сегодня подвид). Впоследствии этот вид был описан бельгийским зоологом Пьером-Жозефом ван Бенеденом и назван именем Джеймса Гектора.

## Канадская экспедиция
Гектор известен участием в экспедиции под руководством Джона Паллизера по прокладке трансконтинентальной железной дороги через национальный парк Банф в Британской Колумбии в 1857—1860 гг.

## Награды и отличия
- 1874 — Орден Золотого и Розового Креста
- 1875 — Кавалер ордена Святого Михаила и Святого Георгия
- 1876 — Медаль Лайеля
- 1887 — Рыцарь-командор ордена Святого Михаила и Святого Георгия
- 1887 — Медаль Кларка[англ.]
- 1891 — Золотая медаль основателей Королевского географического общества

В его честь названа Мемориальная медаль Гектора. Медаль вручается Королевским обществом Новой Зеландии с 1912 года.